# Morgan Alexander
Morgan Alexander, né le 19 février 1982 est un pousseur de bobsleigh canadien.

## Palmarès

### Championnat du monde de bobsleigh
- : médaillé de bronze en bob à 4 aux championnats monde de 2005.